# دانی لنوالد
دانی لنوالد (انگلیسی: Dhani Lennevald؛ زادهٔ ۲۴ ژوئیهٔ ۱۹۸۴) موسیقی‌دان اهل سوئد است.